# Sagra del Redentore
La sagra del Redentore è una festa tradizionale di Nuoro che viene celebrata l'ultima domenica di agosto, tra la città e la sua montagna, il monte Ortobene. Viene celebrata, oltre che con manifestazioni religiose, con un grande spettacolo di folklore.
La festa ricorda la posa della statua del Redentore eseguita dallo scultore calabrese Vincenzo Jerace e la successiva benedizione e consacrazione del monte Ortobene, avvenuta nel 1901. L'omaggio al Redentore ha infatti avuto origine con il Giubileo del 1900, in occasione del quale papa Leone XIII volle che venissero collocati sopra 19 vette d'Italia altrettante immagini di Gesù Redentore. La statua, realizzata interamente in bronzo, è stata eretta sulla cima del Monte Ortobene il 29 agosto 1901, ed è frutto della fede e della generosità del popolo sardo che, quotandosi, raccolse i fondi necessari alla costruzione del monumento.
Anche per questo motivo l'omaggio al Redentore è la festa, sia religiosa che folkloristica e civile, più autentica e radicata nella cultura della Sardegna centrale, in particolare della Barbagia, che vede sempre una grandissima partecipazione da tutta l'isola e la presenza, sempre in aumento, di turisti italiani e stranieri. Questo appuntamento di fine estate risulta per molti un'occasione unica per ammirare la varietà e la ricchezza dei costumi tradizionali della Sardegna. Gli altri grandi raduni folkloristici dell'isola, la sagra di Sant'Efisio a Cagliari e la Cavalcata Sarda a Sassari, infatti, si svolgono nel mese di maggio.

## Descrizione
La festa civile si svolge la domenica precedente la data del 29 agosto: in quel giorno si svolge la sfilata dei gruppi folkloristici provenienti da diversi centri della Sardegna, con centinaia di figuranti vestiti dei costumi caratteristici di ogni pur piccolo paese. La sfilata è aperta dai carabinieri a cavallo e da un tipico carro a buoi e si chiude con i gruppi a cavallo. Fin dai primi anni del XXI secolo, inoltre, la sfilata dei costumi è preceduta, la domenica mattina o ancora prima, dalla sfilata delle maschere tradizionali del carnevale barbaricino e sardo in genere.. Conclude la giornata il festival regionale del folklore, che si svolge presso l’anfiteatro comunale oppure allo stadio Frogheri, in cui alcuni gruppi partecipanti alla sfilata propongono coreografie tipiche accompagnate dalla musica delle launeddas, delle fisarmoniche o dai suggestivi canti a tenore.
La festa religiosa, non meno suggestiva e partecipata, inizia la sera del 28 agosto con una fiaccolata di preghiera lungo le strade cittadine e prosegue il 29 di prima mattina con il pellegrinaggio a piedi dalla Cattedrale al Monte Ortobene, dove viene celebrata la messa solenne accompagnata dai canti dei cori nuoresi in costume seguita da una processione con il simulacro del Redentore.
Per la prima volta dal 1901, in occasione della sagra 2020, a causa della pandemia di Covid-19 non si sono svolti né pellegrinaggio da Nuoro, né la processione attorno all'anello. Inoltre, non è stata celebrata la messa sotto la statua del Redentore e non si sono celebrati eventi collaterali.

## Galleria d'immagini

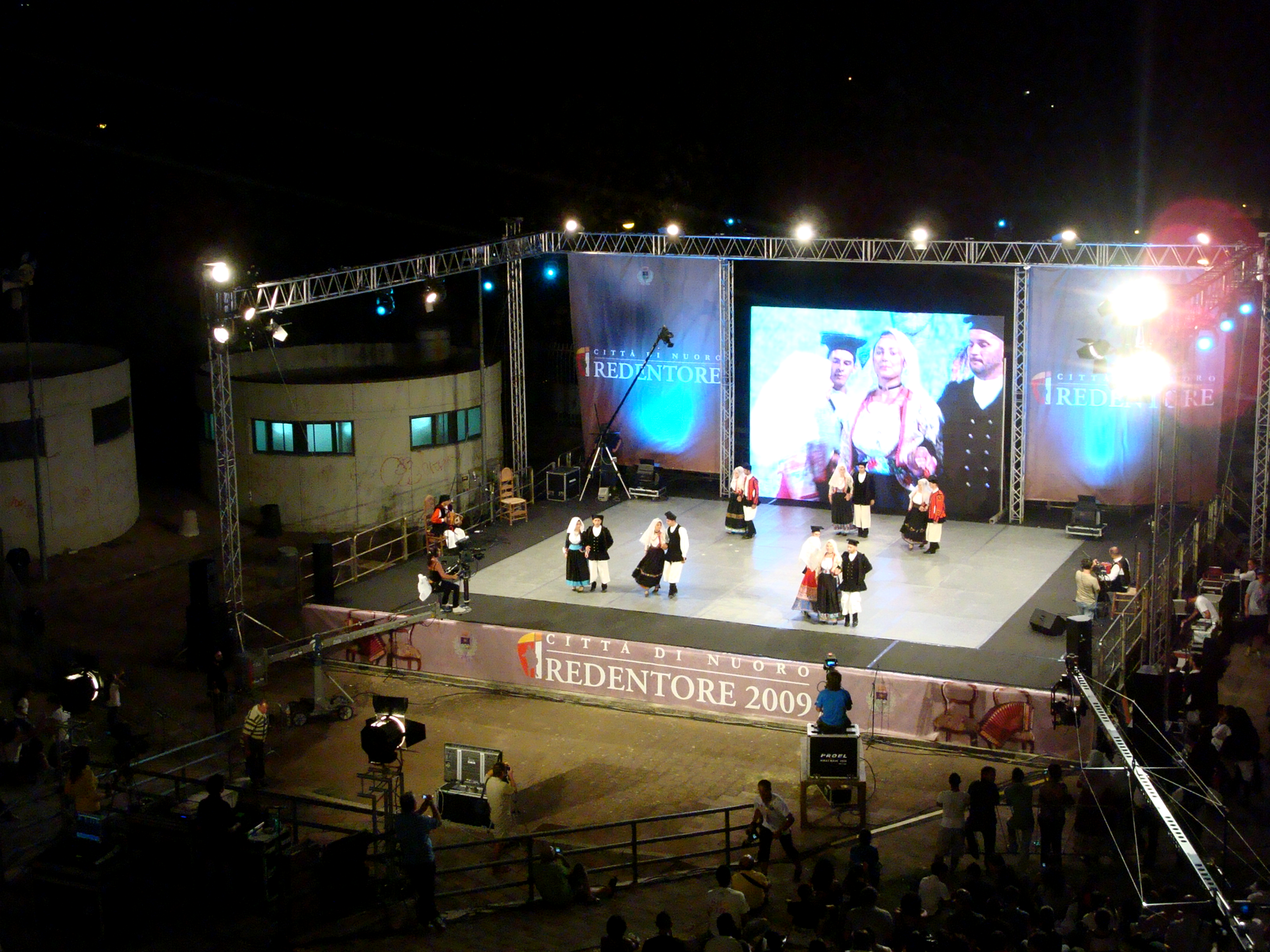
Festival del folklore 2009
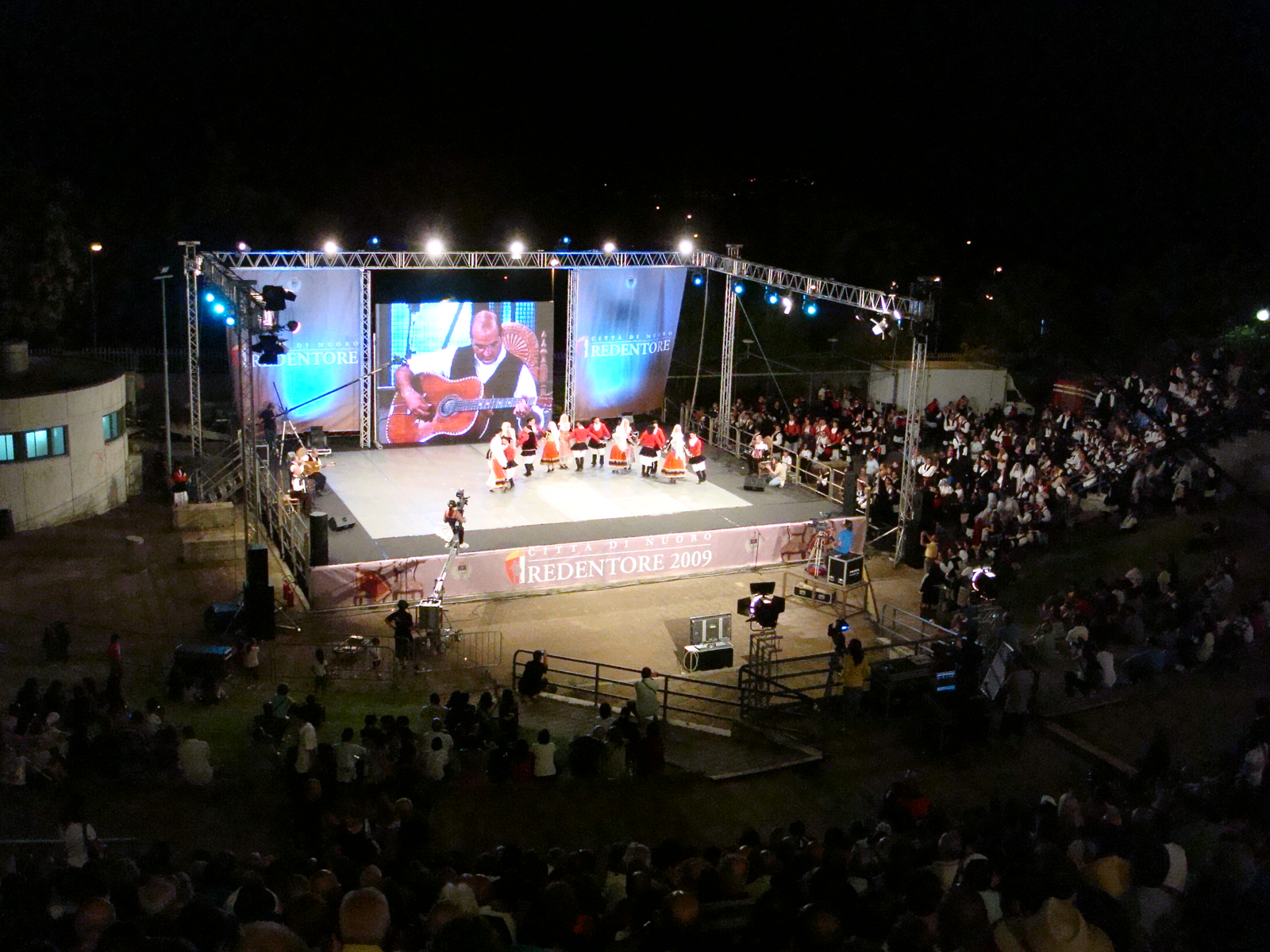
Festival del folklore 2009
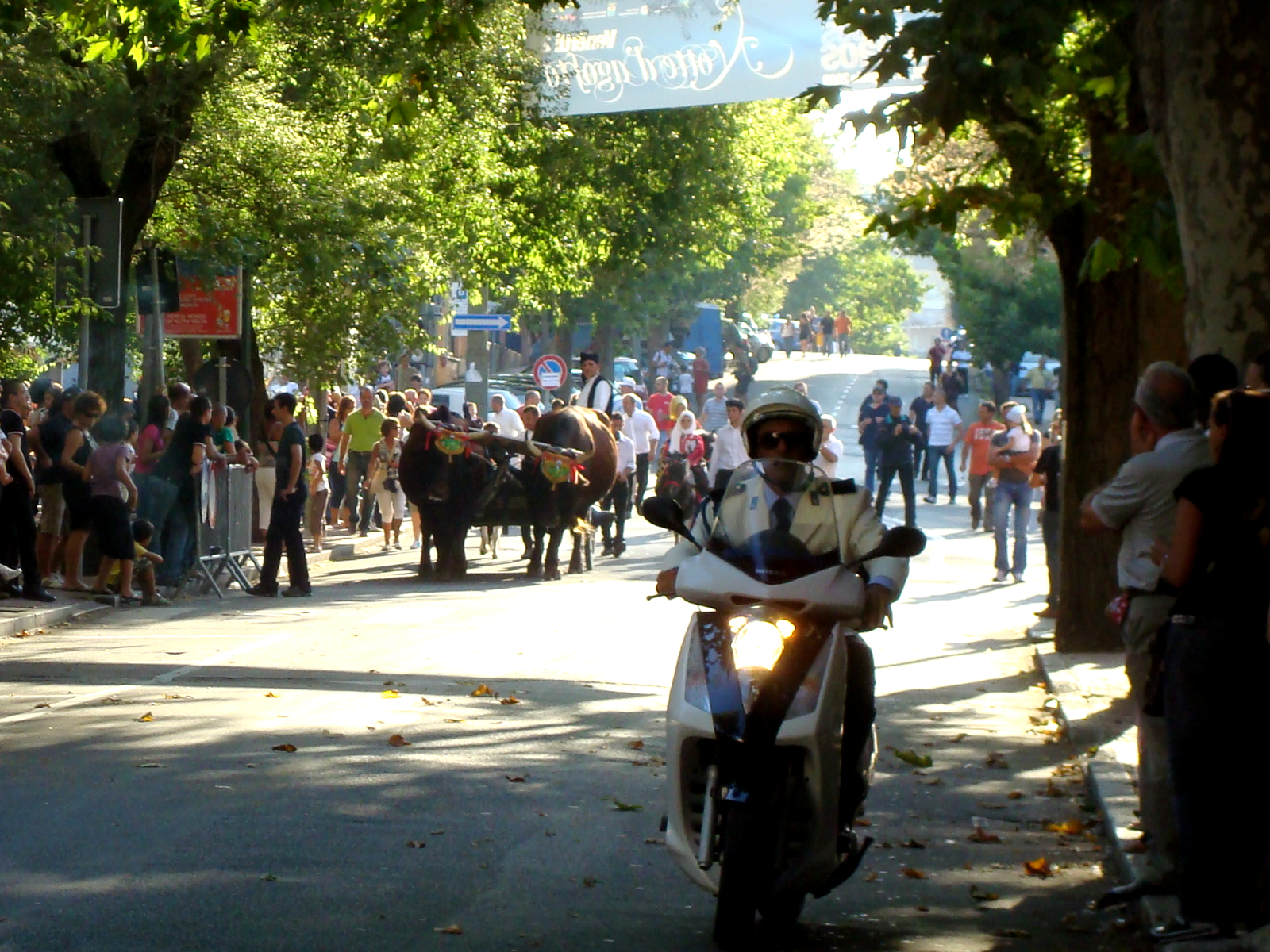
Apertura della sfilata 2009
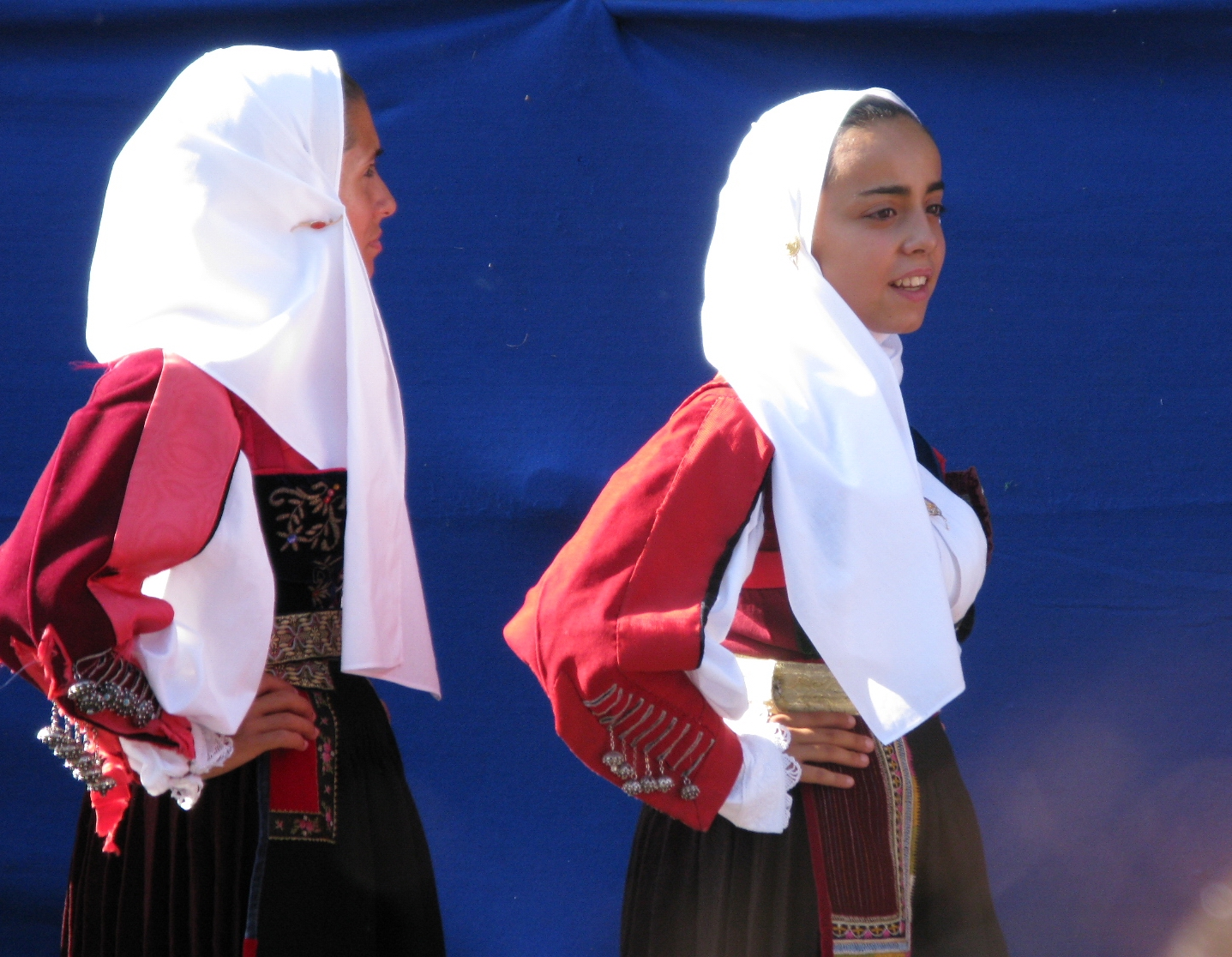
Costume di Nuoro 2009
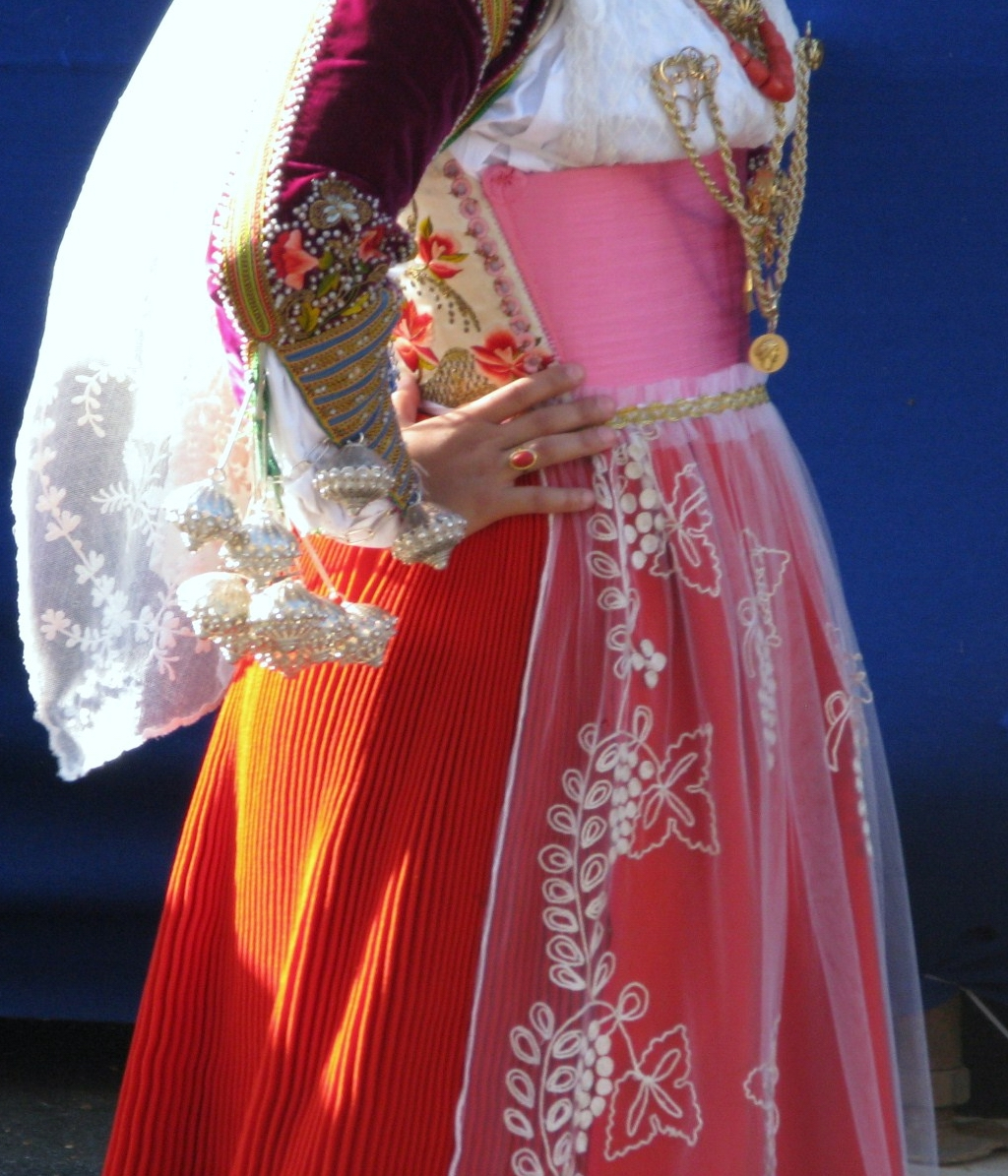
Particolari, costume di Ittiri 2009
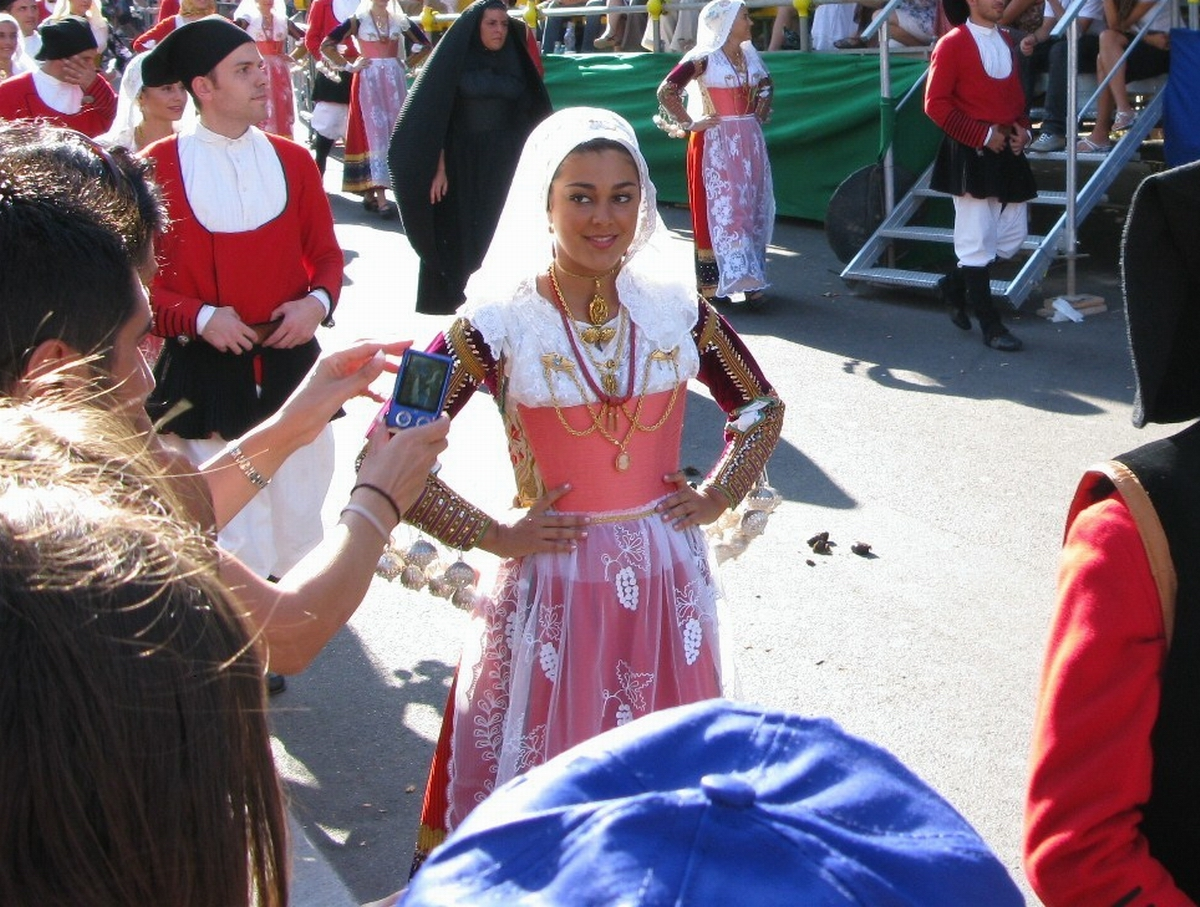
Costume di Ittiri 2009
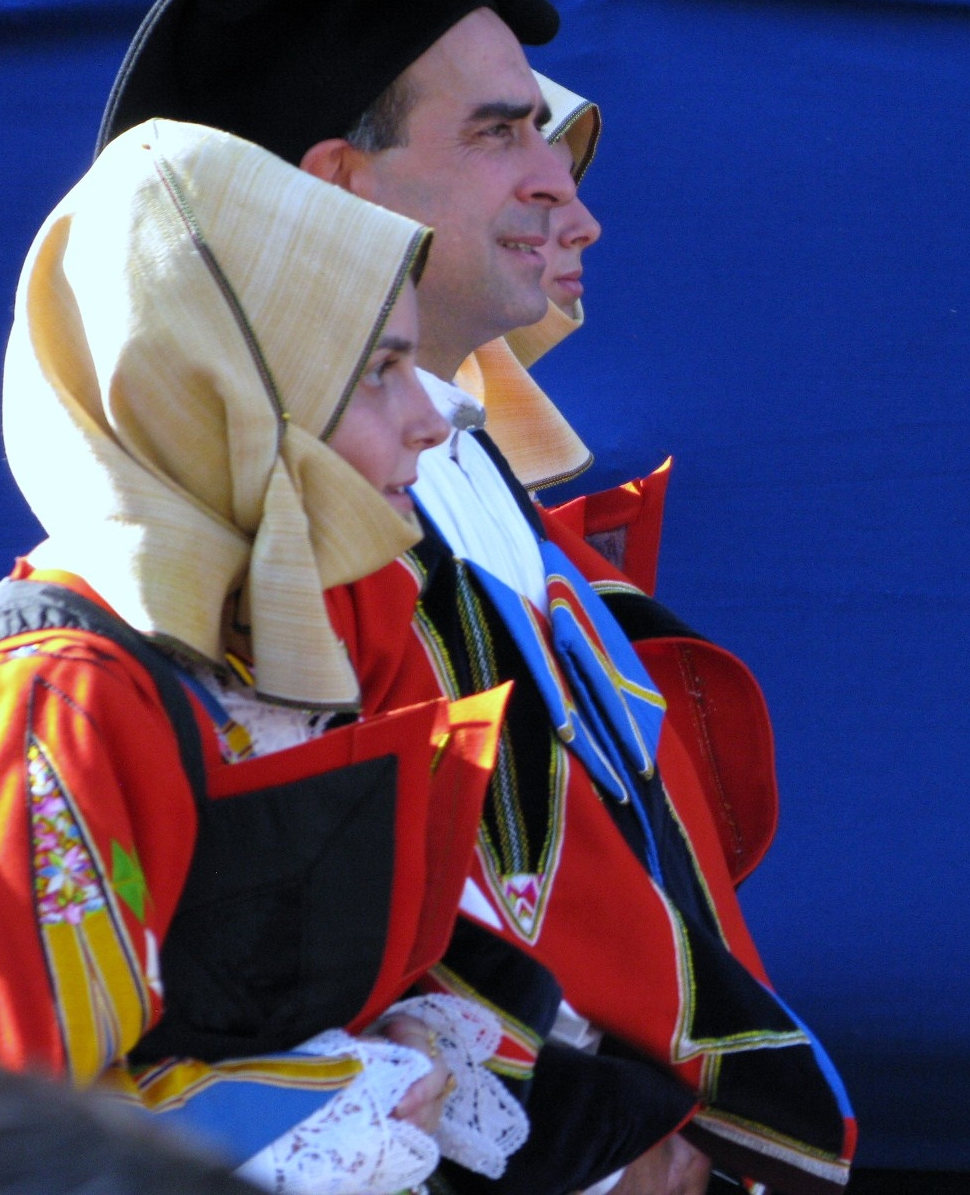
Costume di Orgosolo 2009
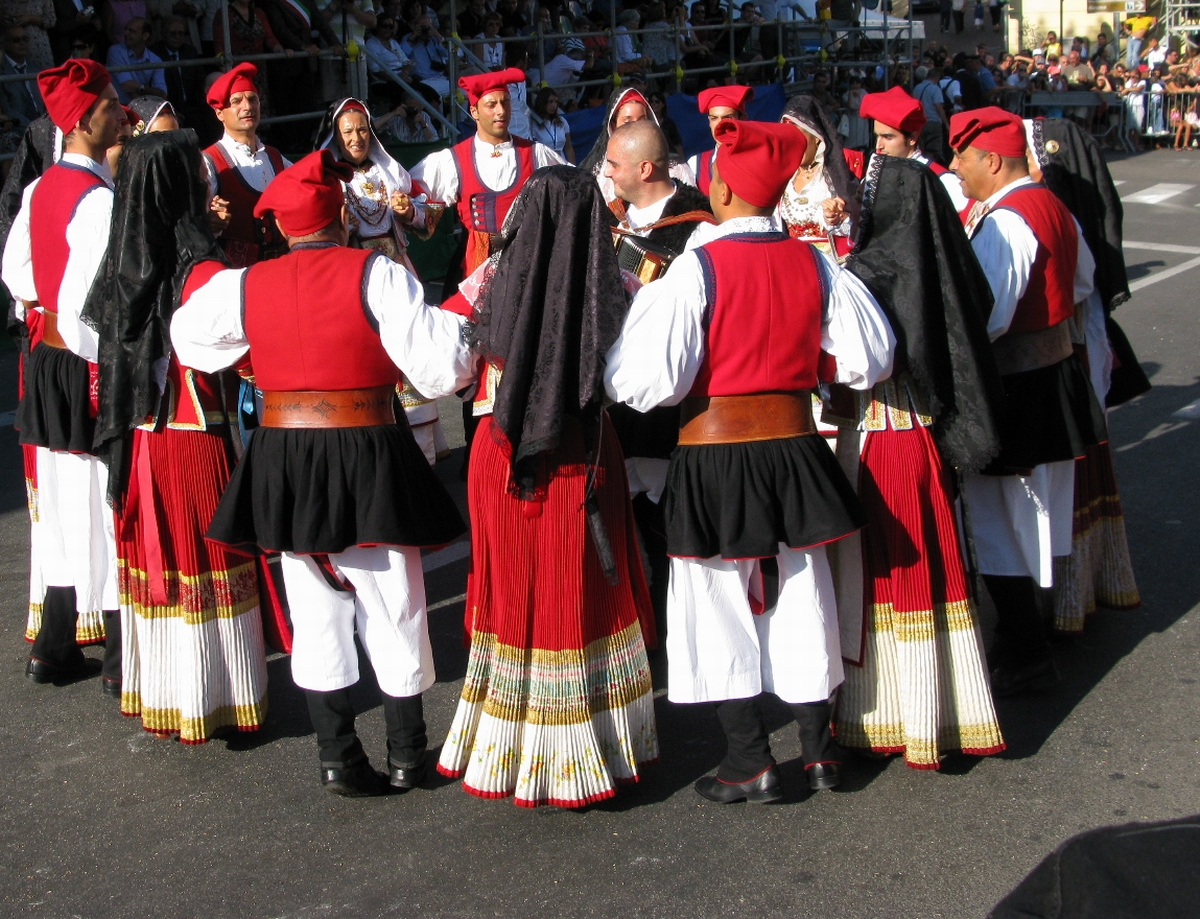
Gruppo di Oristano 2009
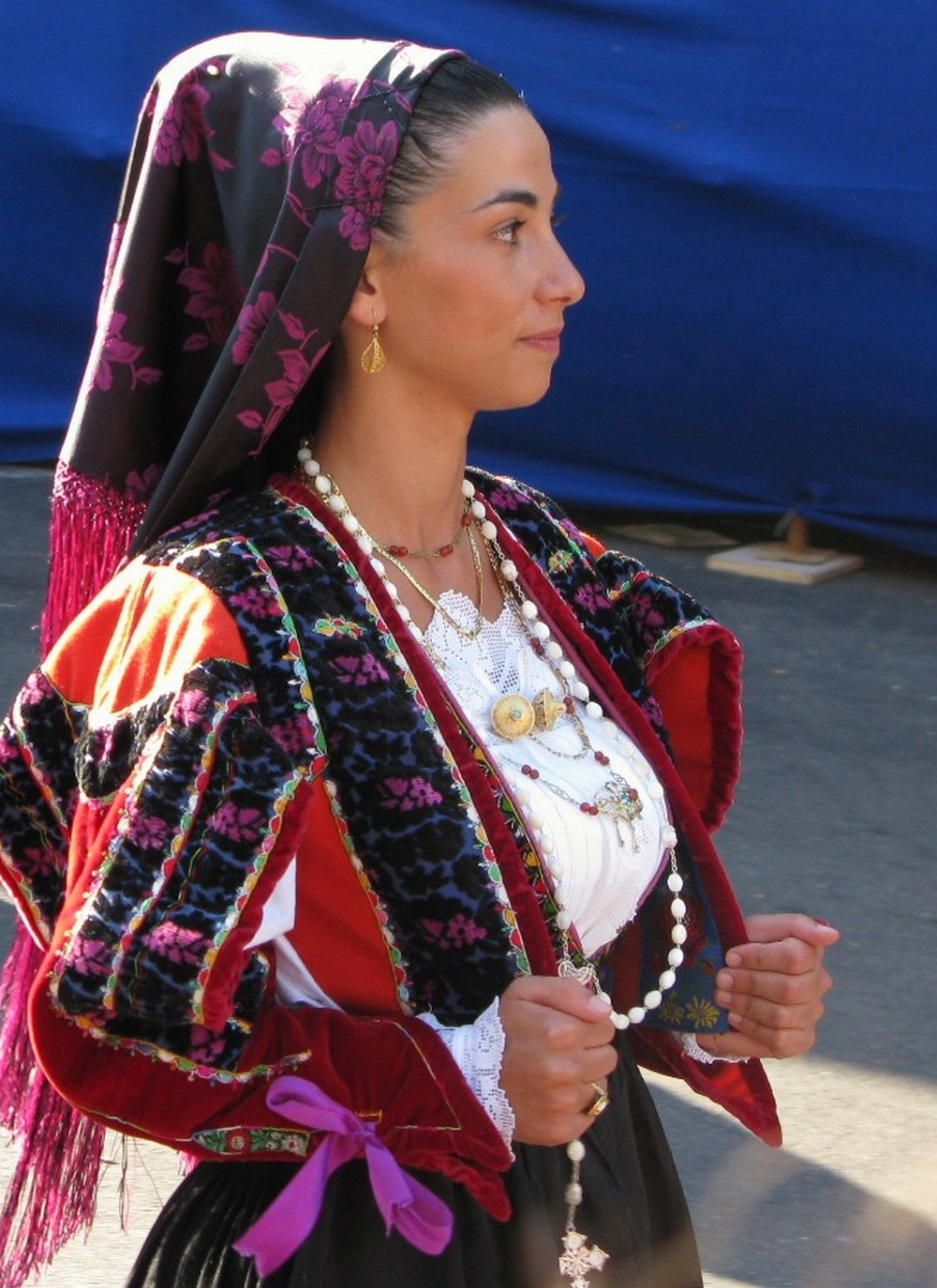
Costume di Orune 2009
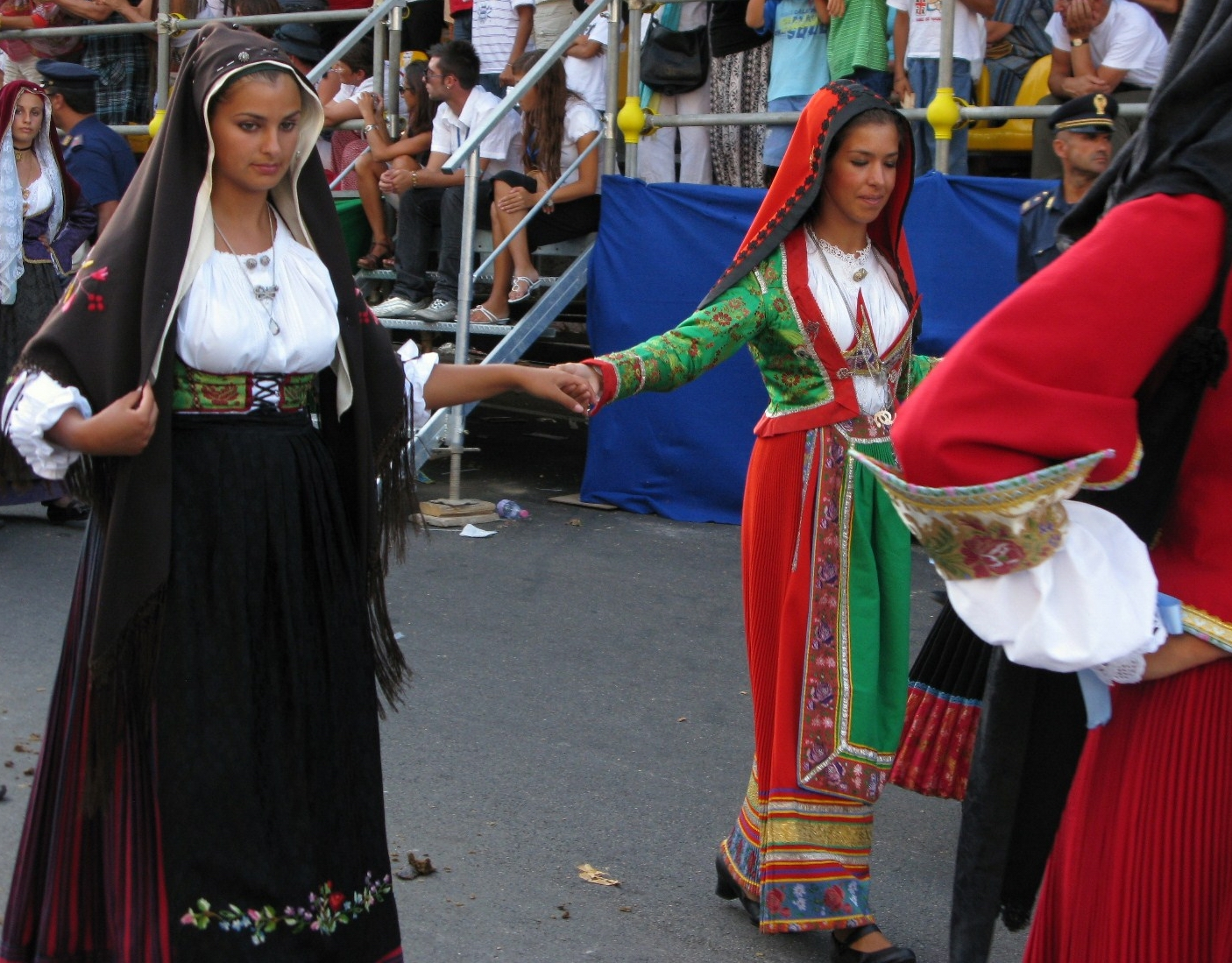
Donne in costume 2009
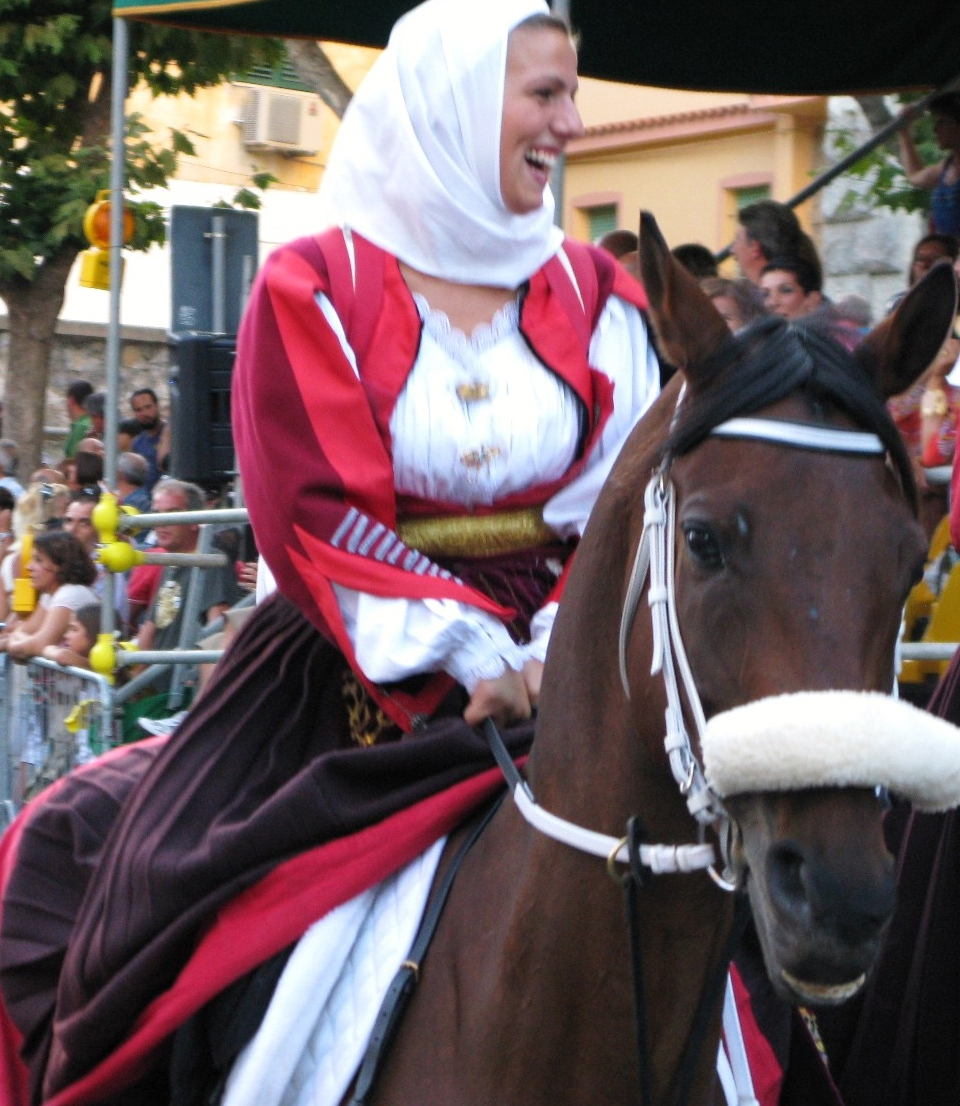
Amazzone di Nuoro 2009
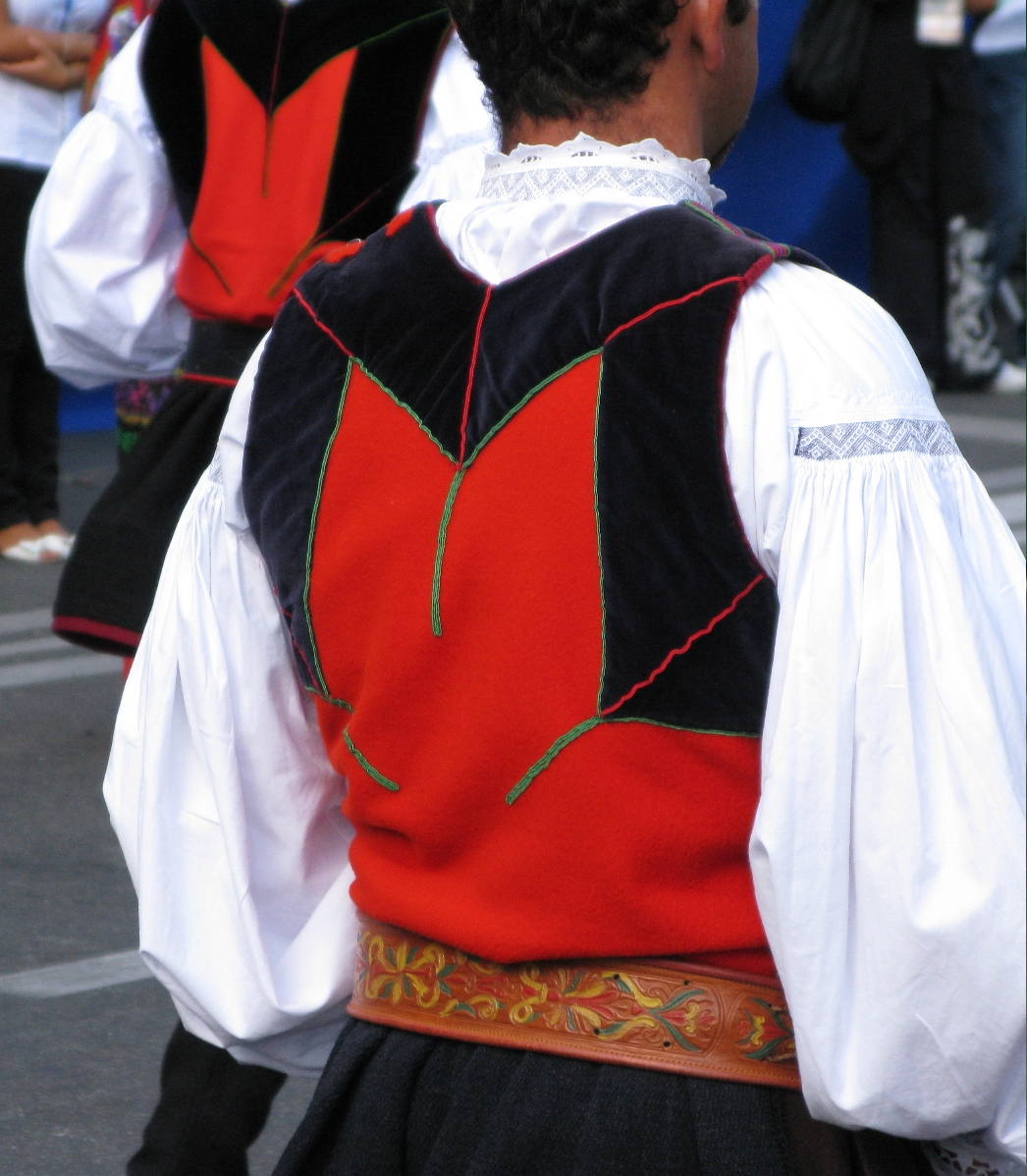
Particolari, costume maschile 2009
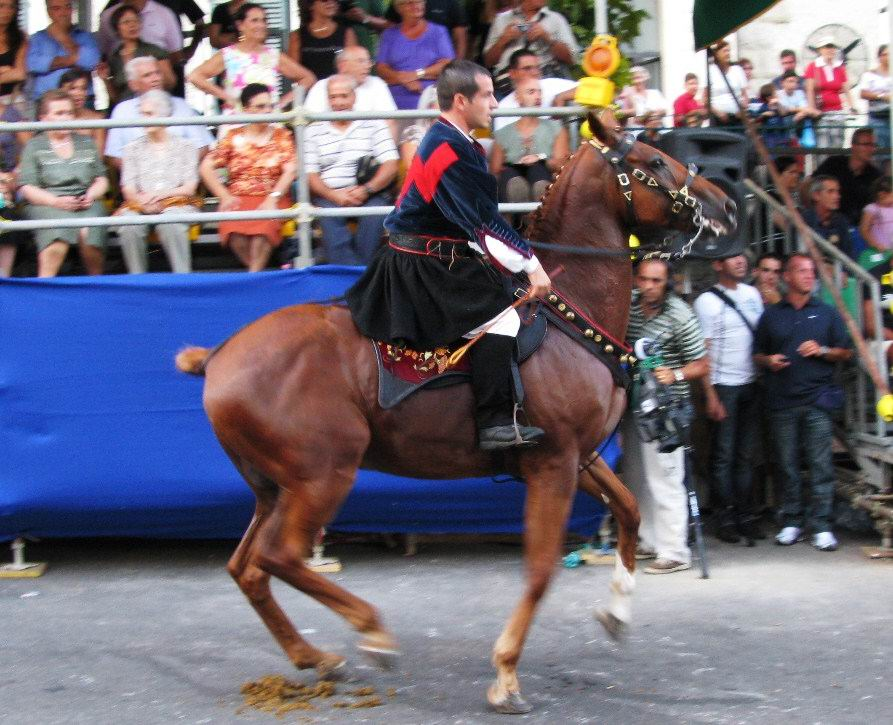
Cavaliere di Nuoro 2009
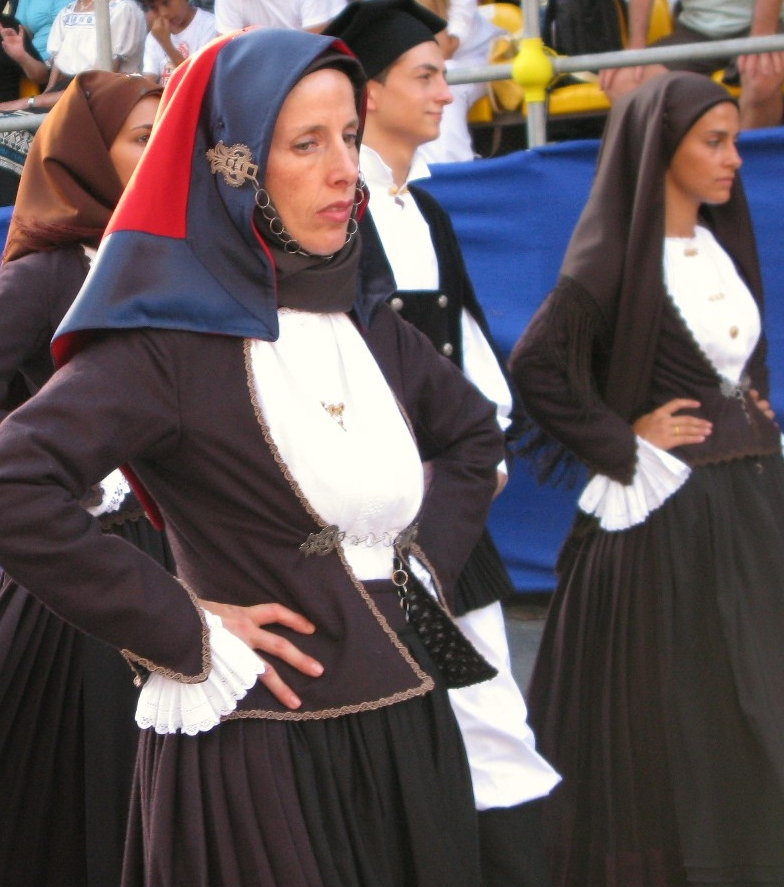
Costume ogliastrino 2009
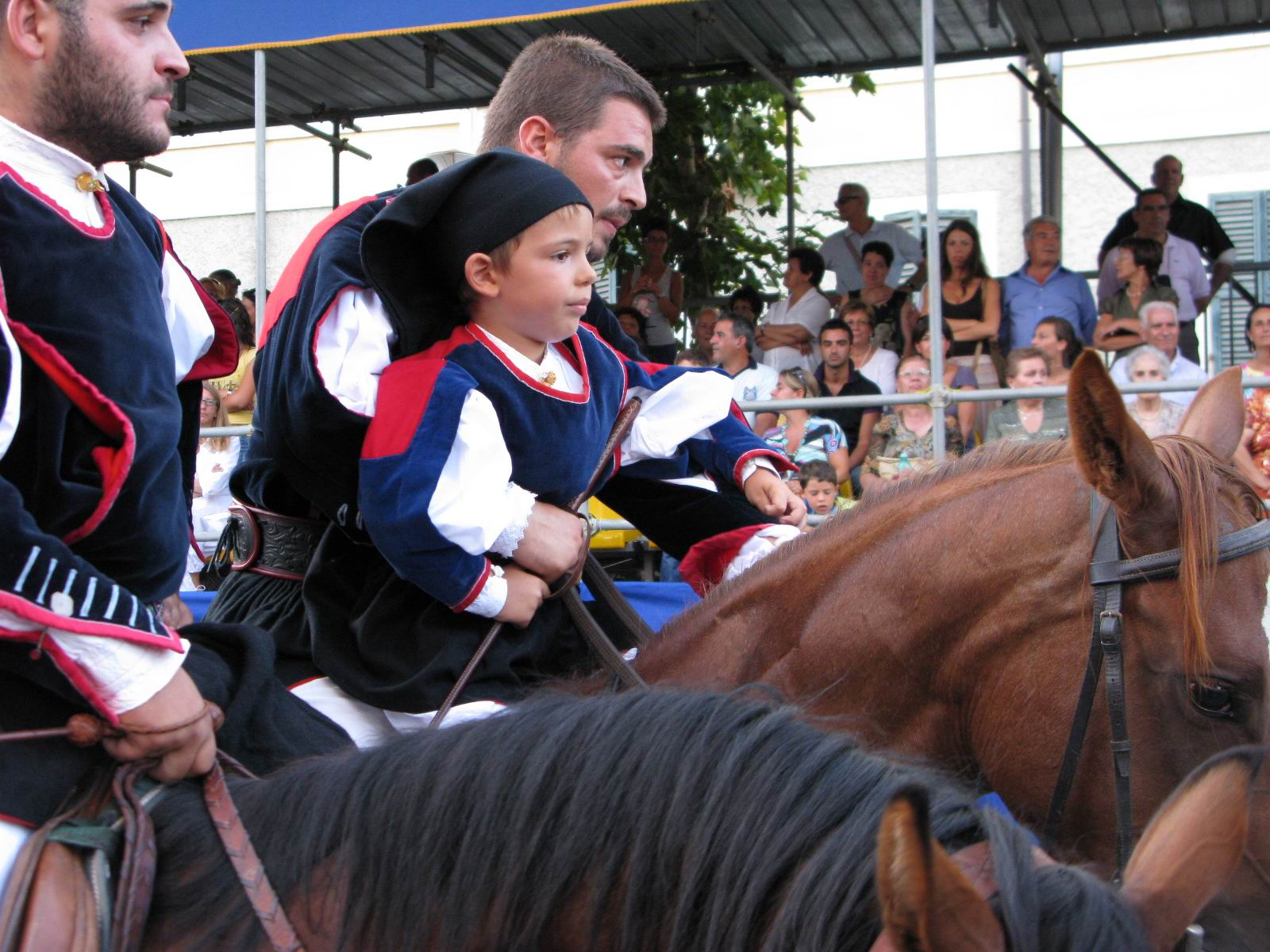
Bambino a cavallo 2009
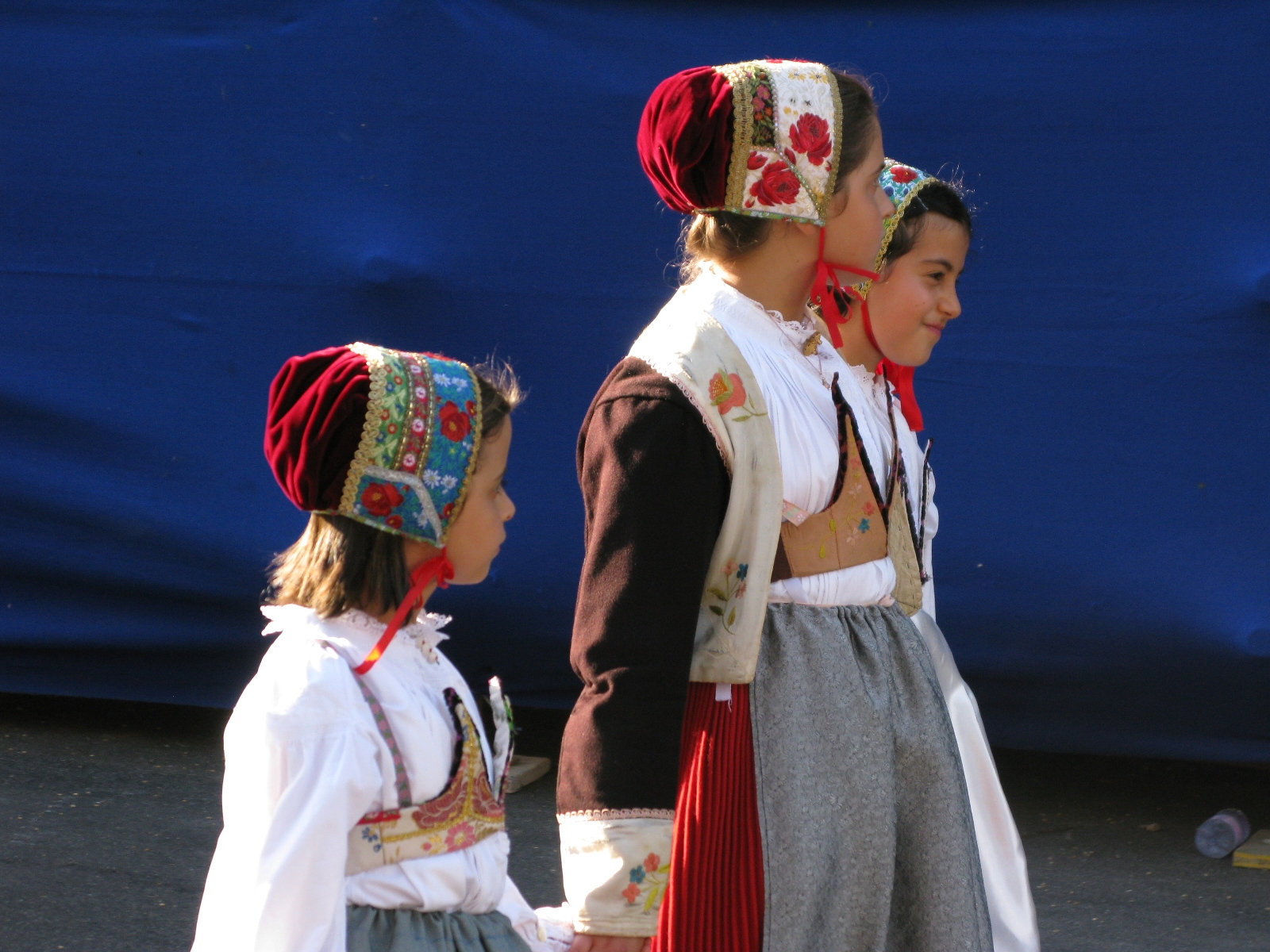
Bambine in costume 2009
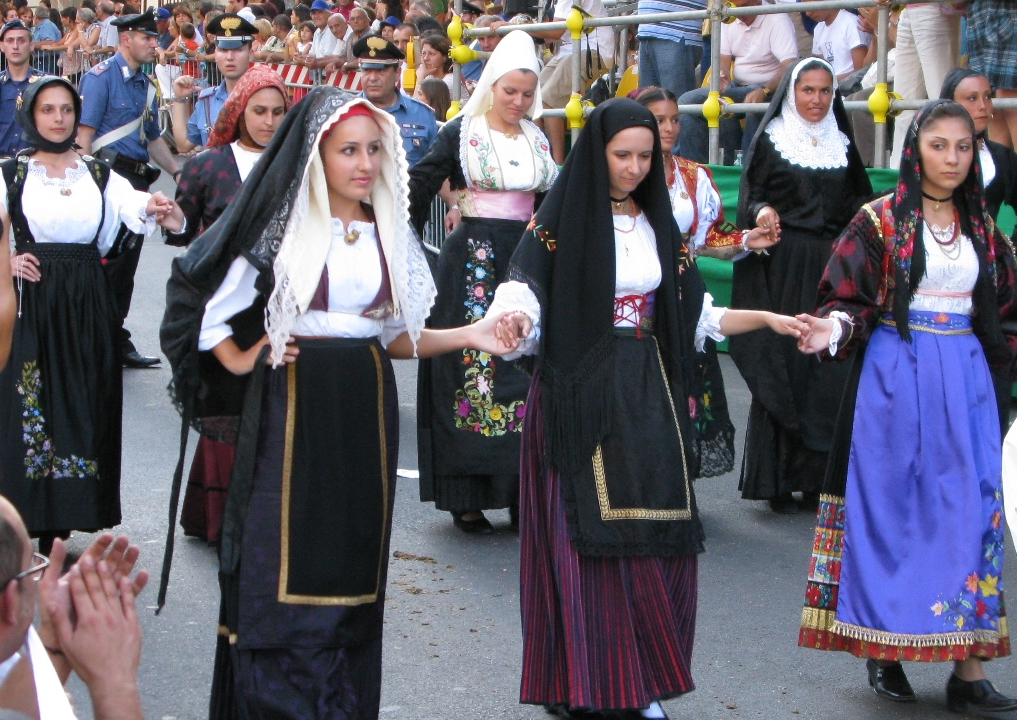
Donne in costume 2009
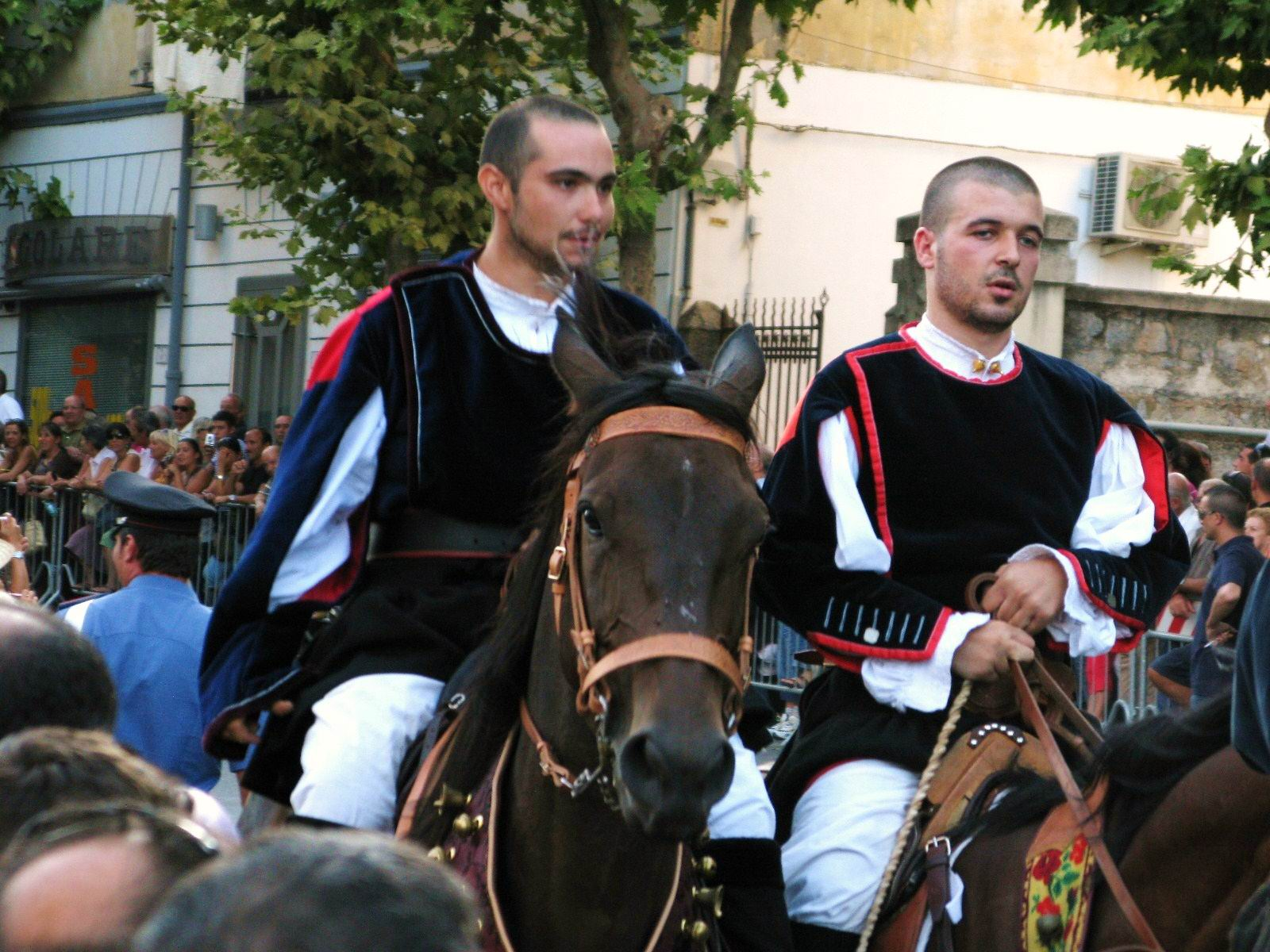
Cavalieri di Nuoro 2009
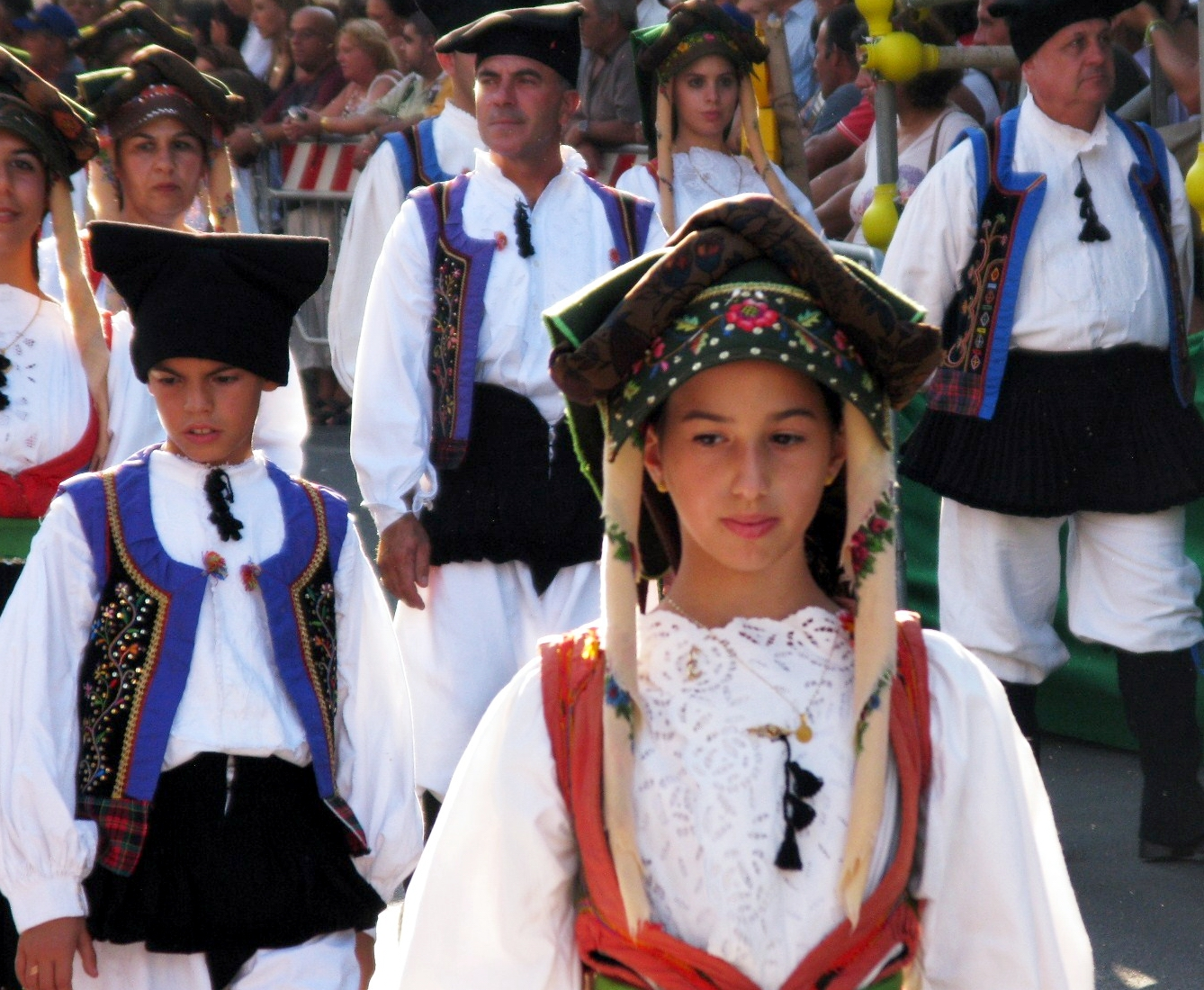
Costume di Samugheo 2009
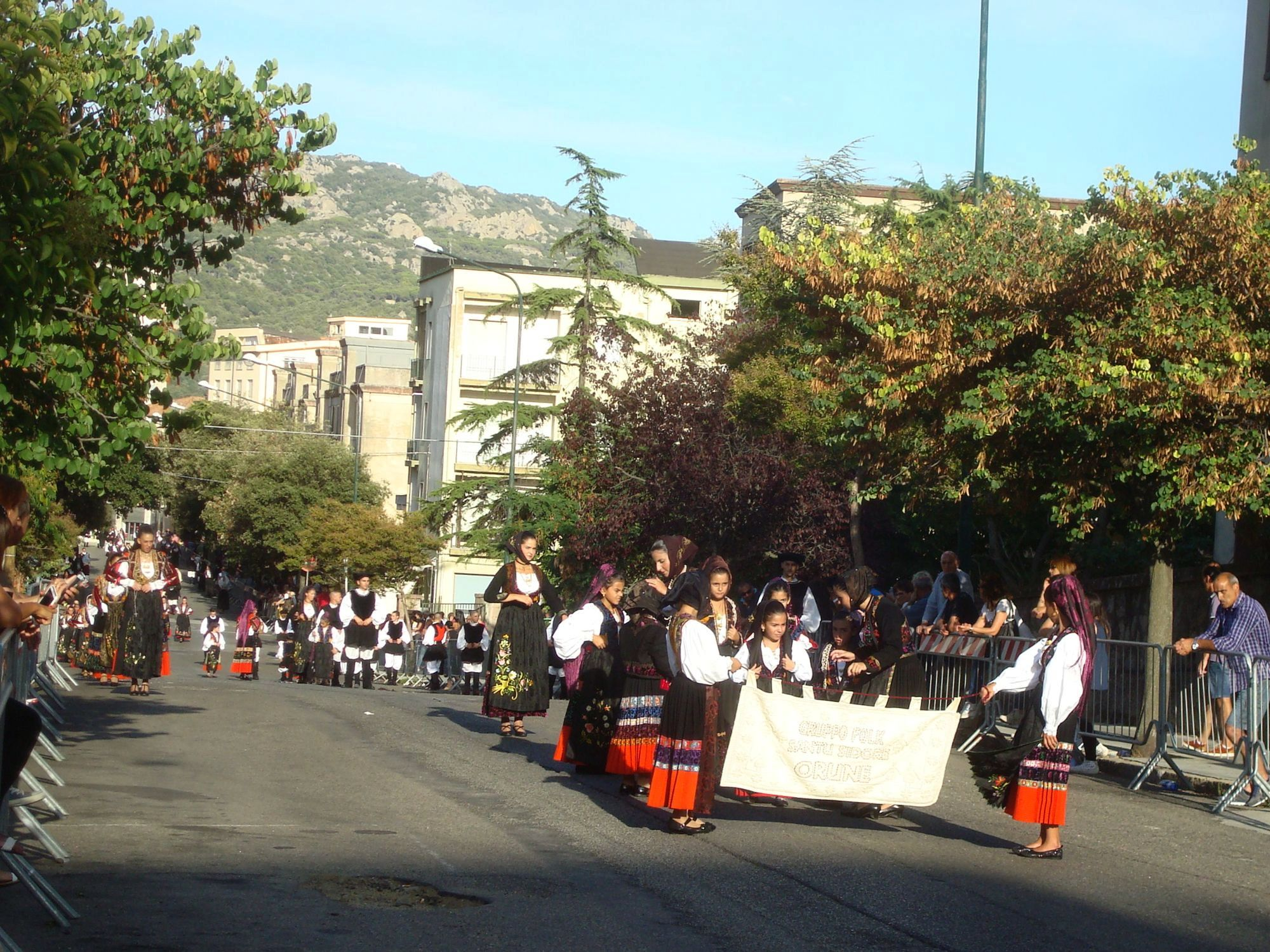
Sfilata del Redentore 2015
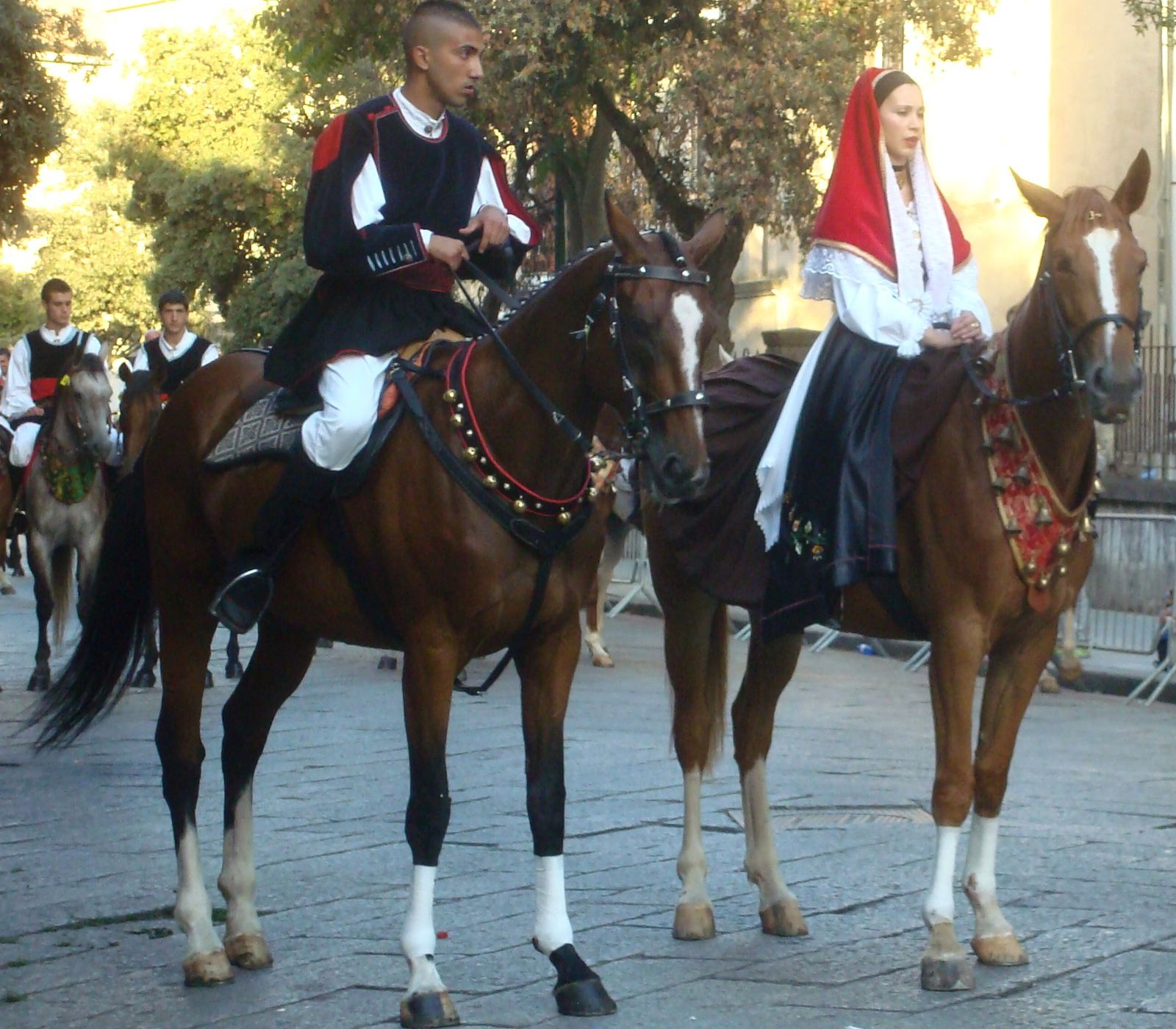
Sfilata del Redentore 2015